# Ciboticola lunata
Ciboticola lunata is een tweekleppigensoort uit de familie van de Mytilidae. De wetenschappelijke naam van de soort is voor het eerst geldig gepubliceerd in 1902 door Hedley.